# Weg in die Vergangenheit
Weg in die Vergangenheit ist ein hochkarätig besetztes, österreichisches Filmmelodram aus dem Jahr 1954. Unter der Regie von Karl Hartl spielen neben dem Ehepaar Paula Wessely und Attila Hörbiger, Willi Forst, Willy Fritsch, Josef Meinrad sowie Maria Holst und Rudolf Fernau die Hauptrollen.

## Handlung
Gabriele Gärtner, die Frau eines Grazer Bankdirektors, muss eines Tages erfahren, dass ihr Mann Berthold die (für damalige Zeiten) beträchtliche Geldsumme von 40.000 Schilling verspekuliert hat. Innerhalb von drei Tagen muss er nun die Summe aufbringen, um sie zurückzuzahlen. Gabriele setzt daraufhin Himmel und Hölle in Bewegung, um ihrem Mann zu helfen. Ohne ihm den wahren Grund ihrer Reise zu verraten, fährt sie nach Wien, um von vier alten Freunden die nötige Summe zu erbetteln. Es wird eine zum Teil wehmütige, zum Teil aber auch desillusionierende und demütigende Reise in die Vergangenheit. Die Freunde von einst leben in den unterschiedlichsten gesellschaftlichen und finanziellen Verhältnissen. Zwei von ihnen, Clemens Monti und Stefan Berg, hätten tatsächlich die Möglichkeit, der Bekannten von einst das dringend benötigte Geld zu borgen. Doch der eine, ein Dirigent, ist zu geizig, und der andere, ein Bankier, stellt eine Bedingung. Da er Gabriele noch immer liebt, verlangt er als Gegenleistung von ihr, dass sie ihren Mann verlässt und ihn nach einer Scheidung heiratet.
Die beiden anderen Freunde sind nicht in der Lage, eine derart große Geldsumme flüssig zu machen und an Gabriele zu verleihen. Da ist einmal der deutsche Ex-Rennfahrer Werner Schrey, ein an sich feiner Kerl, der jedoch längst vom Ruhm vergangener Zeiten zehrt. Der andere, Franz Nägele, ein ihretwegen noch immer unverheirateter Besitzer eines Friseursalons, ist selbst vom guten Willen (und finanziellen Beihilfen) seiner Schwestern abhängig. Enttäuscht kehrt Gabriele daraufhin zu ihrem Mann zurück und gesteht ihm ihre fruchtlos verlaufenden Bemühungen der Geldbeschaffung. Schließlich erweist sich jedoch der hochanständige Franz als des Ehepaars Rettung in letzter Minute. Der Figaro konnte seine Schwestern austricksen und das Geld für Gabriele und Berthold auftreiben.

## Produktionsnotizen
Der von Paula Wesselys eigener Produktionsfirma hergestellte Streifen besitzt vor allem Bedeutung aufgrund der Tatsache, dass er mit einer Starbesetzung aufwartet, die es im österreichischen Film zuvor noch nie gegeben hatte. Im Sommer/Herbst 1954 im Atelier Thalerhof in Graz produziert mit Außenaufnahmen aus Wien und Umgebung, passierte Weg in die Vergangenheit am 13. Dezember 1954 die deutsche FSK-Prüfung und erlebte eine Woche darauf in Nürnberg die Uraufführung. In Wien konnte man den Film am 28. Dezember 1954 erstmals sehen, in Berlin lief Weg in die Vergangenheit am 1. Februar 1955 an.
Otto Dürer und Nebendarsteller Karl Schwetter hatten die Produktionsleitung, die Bauten schuf Werner Schlichting. Herbert Janeczka sorgte für den Ton.
Zwei Jahrzehnte nach der ersten Zusammenarbeit der beiden großen Stars des österreichischen Films führte Weg in die Vergangenheit sie wieder zusammen: Paula Wessely und Willi Forst, der die Schauspielerin seinerzeit in seinem Film Maskerade als Hauptdarstellerin engagiert hatte. Auch Forst-Protegé Maria Holst (Burgtheater, Operette, Wiener Blut), die hier seine Ehefrau verkörpert, wirkte mit. Für Forst und Willy Fritsch wiederum bedeutete Weg in die Vergangenheit nach 22 Jahren ein Wiedersehen auch vor der Kamera, nachdem Fritsch zuletzt 1942 unter Forsts Regie in Wiener Blut gespielt hatte. Bereits 1932 hatten beide mit großem Erfolg die beiden Bewerber Willy I und Willy II um die Gunst Lilian Harveys in dem legendären Kassenerfolg Ein blonder Traum dargestellt. Für die knapp 52-jährige USA-Heimkehrerin Rose Renée Roth war es der erste Auftritt vor der Filmkamera.

## Kritiken
Paimann’s Filmlisten resümierte: „Alte Fabel mit Charakterrollen, die aber mit Wissen um deren Möglichkeiten aufbereitet, wie auch die Darsteller ihre Gestalten lebensecht ausdeuten. Abgewogene Dialoge, differenzierte Aufmachung.“
Die Kritik zur herausgegebenen DVD, die der Seite film.at entnommen war, las sich folgendermaßen: „Möglicherweise beruht dieser gut gemachte und schlüssig inszenierte Streifen auf einem Treatment des (ungenannten) Walter Reisch. Das Buch gibt der Wessely mehr als reichlich Gelegenheit, ihre in allen Lebenslagen unerschütterliche Contenance zu demonstrieren, verdammt sie aber zugleich dazu, sich den in Tonfall und Gestus heterogenen solistischen Kapricen des ihr gegenübergestellten Herrenquartetts auszuliefern. Der mit dem episodischen Konzept einhergehende Zwang zur Kürze macht aus ‚Weg in die Vergangenheit‘ gleichwohl einen der besseren Filme der späten Wessely. Unter den Herren sticht Josef Meinrad hervor; an seiner Seite hätte man die Wessely gern noch einmal gesehen.“

„Nach seichten Unterhaltungsfilmen in der Bundesrepublik gelingen ihm [Anm. gemeint ist Karl Hartl] zuletzt Mitte der 50er Jahre mit WEG IN DIE VERGANGENHEIT (mit Paula Wessely) und dem engagierten, eigenwillig interpretierten MOZART (mit Oskar Werner) thematisch und formal ambitionierte Produktionen.“

„In Form eines Kammerspiels gepflegt inszenierter Episodenfilm von hoher schauspielerischer Qualität.“